# محلل مالي
المحلل المالي هو الشخص الذي يقوم بالتحليل المالي للعملاء سواء كانوا داخلين أو خارجين.

## الوظيفة
يوفر المحلل المالي التحليل والمعلومات التي تساعد الشركات والأشخاص على اتخاذ قرارات استثمارية من خلال جمع المعلومات وتحليلها وتقديم توصيات محددة. يعمل المحلل المالي من خلال قراءة وتحليل اللوائح المالية للشركات وتحليل قيمة السلع والمبيعات والتكاليف والمصاريف ليتمكن من تحديد قيمة الشركة والتبوء بدخلها مستقبلا. ويتطرق عمل المحلل المالي لدراسة سوق أو قطاع تجاري محدد وتحليله إضافة إلى ضرورة الإطلاع المستمر على التغيير في نظم وقوانين الاستثمار محليا ودوليا. يعمل المحلل المالي لدى البنوك عموما وبنوك الاستثمار خصوصا إضافة إلى الشركات ومؤسسات الاستشارات المالية وصناديق الاستثمار والتقاعد إضافة إلى احتمال أن يكون مستشارا مستقلا.
يستخدم المحلل المالي برامج البيانات المالية على الحاسب الآلي وغالبا ما يقدم عروض عن تقاريره لمستثمرين لآقناعهم بالاستثمار في شركته أو بنكه. ويعمل المحل المالي أيضا على إصدار تقييم للبنوك والسندات المالية لتحديد قيمتها وقدرتها على الدفع مستقبلا.

## التأهيل الأكاديمي
- شهادة البكالوريوس في الإدارة المالية أو المحاسبة.
- شهادة مهنية في التحليل المالي وتحليل الاستثمار من هيئات مستقلة حتى يكون محلل مالي معتمد.